# Ioan Pohariu
Numele corect este Eugen Ionuț Pohariu.
Absolvent a Academiei de Teatru și Film din București, a obținut premiul UNITER pentru debut, Marele premiu al Festivalului Comediei Românești, Marele premiu la Festivalul de Teatru și Dans (Iași).
Ioan Pohariu este directorul Fundației Anima Mundi, activează în cadrul Teatrului Sophrozin și este membru fondator al Arte Diem Society
A jucat în:
VIZITA BATRÎNEI DOAMNE de DÜRRENMATT, FRIEDRICH, 
Teatrul 'Lucia Sturdza Bulandra' - Bucuresti,  
data premierii:  10.09.1993  
DRAGOSTEA CELOR TREI PORTOCALE de GOZZI, CARLO,  
Teatrul Mic Bucuresti, 
data premierii:  08.10.1994.  
Dublaje:
Regele Shaman  - Amidamaru, Hao
Naruto - Neji, Kisame 
http://www.cimec.ro/SCRIPTS/TeatreNou/detaliu_Actori.asp?sq=POHARIU,%20IONU%DE%5Bnefuncțională%5D